# Thüringer Energie Team
Das Thüringer Energie Team war ein deutsches Radsportteam mit Sitz in Erfurt.

## Geschichte
Das Team wurde zunächst von der Köstritzer Schwarzbierbrauerei gesponsert, hieß TEAG Köstritzer (mindestens von 1998 bis 2005). Es bestand vor allem aus U23-Fahrern und nahm unter anderem an den Rad-Bundesliga teil. Als sich der frühere Hauptsponsor zum Jahresende 2005 überraschend zurückzog, stieg das Versorgungsunternehmen Thüringer Energie als neuer und alleiniger Hauptsponsor ein. Mit neuem Sponsor erhielt das Team zu Beginn des Jahres 2006 den Status eines UCI Continental Teams. Dieser Status erlaubte es dem Erfurter Team an Rennen der UCI Europe Tour teilzunehmen.
Geleitet wurde die Mannschaft vom Teammanager Jörg Werner, der diese durch seine Firma TeamSpirit GmbH betrieb.
Das Thüringer Energie Team kooperierte eng mit dem Bonner Team T-Mobile, bis dieses 2007 aufgelöst wurde.
Seinen Sitz hatte das Team seit dem Lösen der Continental-Lizenz in Erfurt. Als Sportliche Leiter waren u. a. der Teammanager Jörg Werner sowie der ehemalige Profi Stephan Schreck tätig. Ausstatter sind Giant, Mavic, LOOK, Campagnolo und Oakley Inc. Das Team beschäftigte zuletzt, abgesehen von Marcel Barth, nur U23-Fahrer und hatte seinen Schwerpunkt auf internationale und nationale U23-Rennen gelegt.
Verschiedene bekannte Radrennfahrer wie Marcel Kittel, Tony Martin, John Degenkolb, Maximilian Schachmann und Jasha Sütterlin fuhren am Beginn ihrer internationalen Karriere zeitweise für das Team.
Mit der Bekanntgabe des Rückzugs von Teammanager Jörg Werner und seiner Betreibergesellschaft TeamSpirit GmbH wurde das Team mit Ablauf der Saison 2013 aufgelöst.

## Erfolge und Kader

### Rangliste UCI-Europe-Tour 2006–2013
| Saison | Rang Mannschaftswertung (Punkte) | Bester Rang Einzelwertung (Punkte) |
| ------ | -------------------------------- | ---------------------------------- |
| 2006   | 69 (?)                           | 185, Tony Martin (?)               |
| 2007   | 49 (?)                           | 36, Tony Martin (?)                |
| 2008   | 56 (?)                           | 19, John Degenkolb (?)             |
| 2009   | 56 (270.66)                      | 142, Marcel Kittel (106)           |
| 2010   | 49 (290)                         | 69, John Degenkolb (177)           |
| 2011   | 70 (132)                         | 254, Jasha Sütterlin (61.25)       |
| 2012   | 93 (71)                          | 373, Ralf Matzka (372)             |
| 2013   | 88 (78)                          | 223, Jasha Sütterlin (65)          |

### Rangliste UCI-Oceania-Tour 2010, 2013
| Saison | Rang Mannschaftswertung (Punkte) | Bester Rang Einzelwertung (Punkte) |
| ------ | -------------------------------- | ---------------------------------- |
| 2010   | 7 (78)                           | 8, John Degenkolb (70)             |
| 2013   | 9 (2)                            | 38, Alex Frame (2)                 |

### Rangliste Rad-Bundesliga U23 Männer 2002–2013
| Saison | Rang Mannschaftswertung (Punkte) | Bester Rang Einzelwertung (Punkte) |
| ------ | -------------------------------- | ---------------------------------- |
| 2002   | 1 (225)                          | 7, Andreas Schillinger (658)       |
| 2003   | 1 (181)                          | 3, Markus Fothen (739)             |
| 2004   | 1 (179)                          | 2, Andreas Schillinger (746)       |
| 2005   | 1 (163)                          | 5, Tony Martin (695)               |
| 2006   | 1 (145)                          | 2, Sebastian Schwager (664)        |
| 2007   | 1 (190)                          | 5, Nico Graf (624)                 |
| 2008   | 1 (235)                          | 1, John Degenkolb (1192)           |
| 2009   | 1 (181)                          | 3, John Degenkolb (762)            |
| 2010   | 4 (183)                          | 1, John Degenkolb (1124)           |
| 2011   | 1 (211)                          | 10, Jakob Steigmiller (620)        |
| 2012   | 1 (234)                          | 4, Fabian Thiel (938)              |
| 2013   | -                                | 36, Jasha Sütterlin (210)          |

### Saison 2007–2013
- Siehe auch Thüringer Energie Team/Saison 2013
- Siehe auch Thüringer Energie Team/Saison 2012
- Siehe auch Thüringer Energie Team/Saison 2011
- Siehe auch Thüringer Energie Team/Saison 2010
- Siehe auch Thüringer Energie Team/Saison 2009
- Siehe auch Thüringer Energie Team/Saison 2008
- Siehe auch Thüringer Energie Team/Saison 2007